# Originalisme
I en kontekst af amerikansk lov er originalisme et begreb som vedrøre fortolkningen af forfatningen. Denne teori hævder, at alle tekststykker i forfatningen skal fortolkes baseret på den oprindelige forståelse "på det tidspunkt, hvor den blev vedtaget". Dette koncept betragter forfatningen som stabil fra tidspunktet for vedtagelsen, og at betydningen af dens indhold kun kan ændres ved de trin, der er angivet i artikel 5 i den amerikanske forfatning (en tilføjelse/ændring af forfatningen). Denne teori står i kontrast til begrebet om den levende forfatning, som hævder, at forfatningen skal fortolkes ud fra den aktuelle kontekst, tider og politiske identiteter, selvom en sådan fortolkning er forskellig fra de originale fortolkninger af dokumentet. Originalisme må ikke forveksles med streng konstruktionisme.
Tilhængere af originalisme hævder, at originalisme historisk set har været den primære metode til at fortolke den amerikanske forfatning fra tidspunktet for dets grundlæggelse og indtil perioden for New Deal, hvor konkurrerende fortolkningsteorier voksede frem. Kritikere af moderne originalisme hævder, at den er forankret i konservativ politisk modstand mod Brown v. Board of Education, som var en højesterets afgørelse, der blev brugt af tilhængere af segregation til at argumentere i mod borgerrettighedslovgivningen i løbet af 1960'erne. Originalisme er en paraplybetegnelse for fortolkningsmetoder, der holder fast i "fixation thesis", forestillingen om, at en ytrings semantiske indhold ligger fast på det tidspunkt, den ytres. To alternative forståelser af kilders mening er blevet foreslået:
- Den oprindelige hensigtsteori, som hævder, at fortolkningen af en skriftlig forfatning er (eller burde være) i overensstemmelse med, hvad de, der har udarbejdet og ratificeret den, havde til hensigt, at meningen skulle være. Denne opfattelse er i vid udstrækning blevet afvist blandt det 21. århundredes originalister. Alfred Avins og Raoul Berger (forfatter af Government by Judiciary ) var tilhængere af denne opfattelse.
- Den oprindelige betydningsteori, som er tæt forbundet med tekstualisme, er den opfattelse, at fortolkning af en skriftlig forfatning eller lov bør baseres på, hvad fornuftige personer, der levede på tidspunktet for dens vedtagelse, ville have forstået den almindelige betydning af teksten. Antonin Scalia var en fortaler for denne opfattelse, ligesom både Clarence Thomas og Amy Coney Barrett også er fortaler for denne opfattelse.

Begge disse teorier deler den opfattelse, at der er en identificerbar oprindelig hensigt eller original betydning på tidspunktet for ratificeringen af en forfatning eller lovbestemmelse, som bør styre dens efterfølgende fortolkning. Opdelingerne mellem teorierne relaterer sig til, hvad præcis den identificerbare oprindelige hensigt eller originale betydning er: forfatternes (forfatningsskrivernes) intentioner, tekstens oprindelige betydning, en kombination af de to eller den oprindelige betydning af teksten – men ikke dens forventet anvendelse.

## Streng konstruktionisme
Ifølge University of Toledo juraprofessor Lee J. Strang, en konservativ fortaler for originalisme, blev tidlige versioner af originalisme ("ikke den sofistikerede, mere fuldstændigt ekspliciterede originalisme i dag") brugt ved grundlæggelsen indtil 1930'erne; Strang bemærker, at hans påstande er "bestridt i litteraturen".
Bret Boyce beskrev oprindelsen af udtrykket originalist som følger: Udtrykket "originalisme" har været mest almindeligt brugt siden midten af 1980'erne, og blev tilsyneladende opfundet af Paul Brest i The Misconceived Quest for the Original Understanding. Det hævdes ofte, at originalisme er synonymt med streng konstruktionisme.
Begge teorier er forbundet med tekstualistiske og formalistiske tankegange; dog er der udtalte forskelle mellem dem. Scalia adskilte de to ved at påpege, at i modsætning til en originalist ville en streng konstruktionist ikke anerkende, at udtrykket "han bruger en stok" betyder, at "han går med en stok" (fordi det strengt taget ikke er det, "han bruger en stok" betyder). Scalia mente, at han "ikke var en streng konstruktionist, og ingen burde være det"; han gik videre og kaldte den strenge konstruktionisme for "en forringet form for tekstualisme, der bringer hele filosofien i vanære".
Juridisk forsker Randy Barnett hævder, at originalisme er en teori om fortolkning, ikke konstruktion. Denne skelnen mellem "fortolkning" og "konstruktion" er imidlertid kontroversiel og afvises af mange ikke-originalister som kunstig. Som Scalia sagde, "forfatningen, eller enhver tekst, bør hverken fortolkes strengt eller sjusket; den skal fortolkes rimeligt"; når først originalismen har fortalt en dommer, hvad bestemmelsen i forfatningen betyder, er de bundet af den betydning. Men dommerens opgave er ikke blot at vide, hvad teksten betyder (fortolkning), men at tage lovens generelle bestemmelser og anvende dem til detaljerne i en given sag eller kontrovers (konstruktion). I mange tilfælde kan betydningen være så specifik, at ingen skøn er tilladt, men i mange tilfælde er det stadig op til dommeren at sige, hvad en rimelig fortolkning kan være. En dommer kunne derfor både være originalist og streng konstruktionist – men dommeren er ikke den ene i kraft af at være den anden.